# دیو اسمیت (بازیکن فوتبال، زاده ۱۹۳۶)
دیو اسمیت (انگلیسی: Dave Smith؛ ۲۷ ژوئیهٔ ۱۹۳۶ – ژوئن ۲۰۱۵ (۷۸ ساله)) بازیکن فوتبال اهل بریتانیا بود.
از باشگاه‌هایی که در آن بازی کرده‌است می‌توان به دربی کانتی، کاونتری سیتی، چسترفیلد، کیدرمینستر هاریرس، منزفیلد تاون و بوستون یونایتد اشاره کرد.